# Houhai
Houhai (caratteri cinesi: 后海; pinyin: hòuhǎi) è un lago di Pechino e del distretto che lo circonda. In anni recenti l'area è diventata nota per la vita notturna e per la selezione di bar, ristoranti e caffè alla moda che ospita. Geograficamente Houhai è situato dietro a Beihai (il parco più grande di Pechino, che contiene anche un lago) ed è circondato dagli hutong, sebbene non sia considerato esso stesso uno hutong.
L'ex-residenza di Soong Ching-ling e il palazzo del Principe Gong sono situati nell'area di Houhai.

## Galleria d'immagini

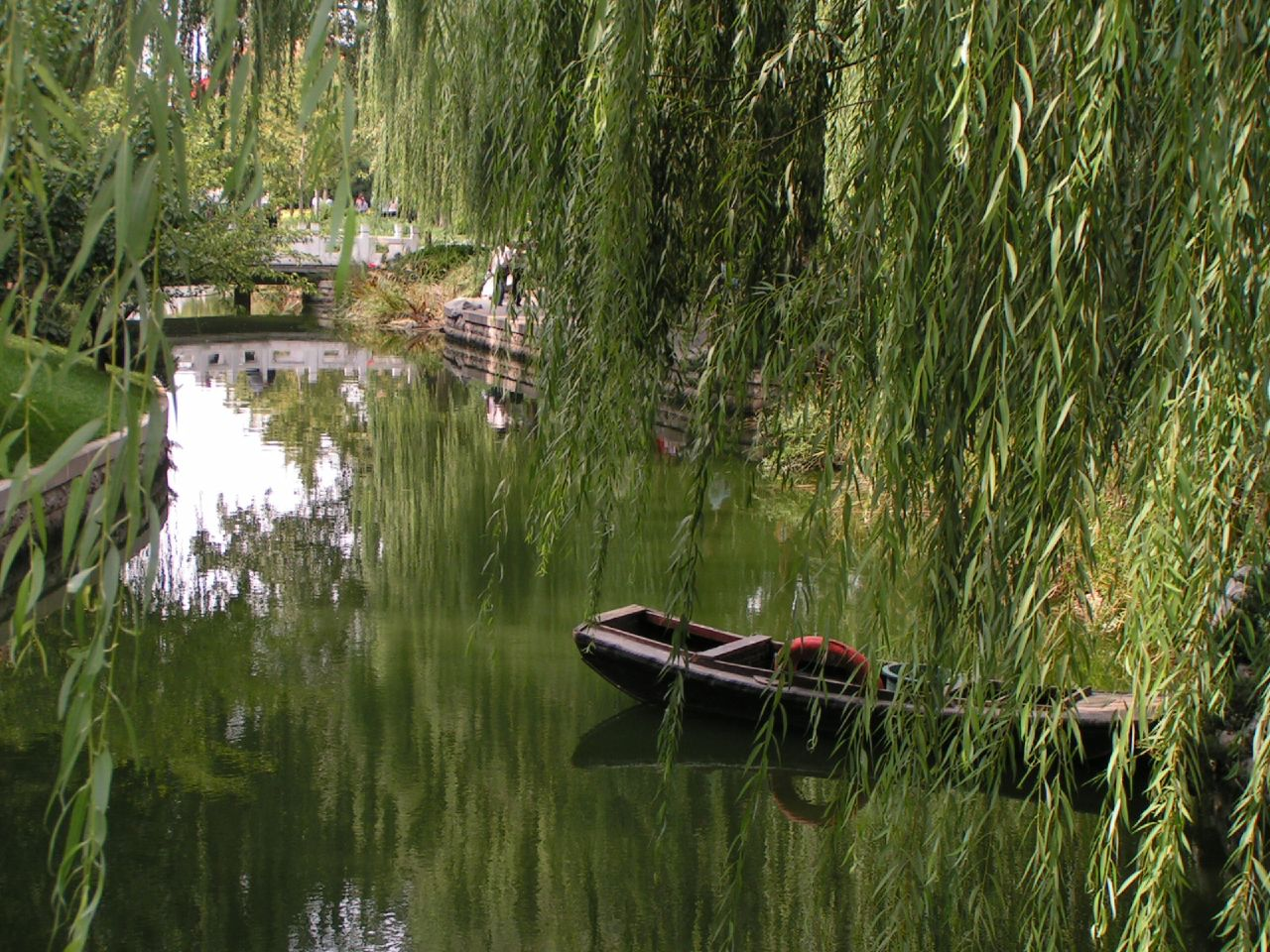
Lago Houhai
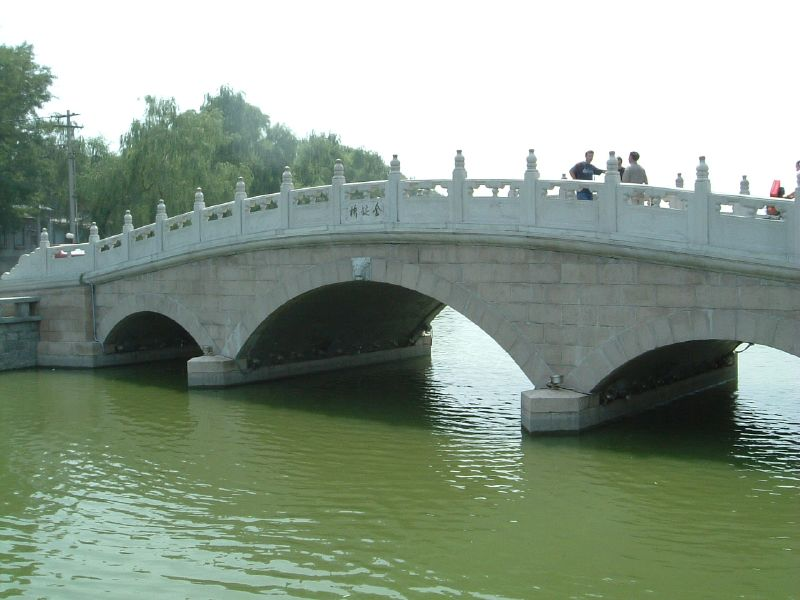
Un ponte di pietra che attraversa il lago
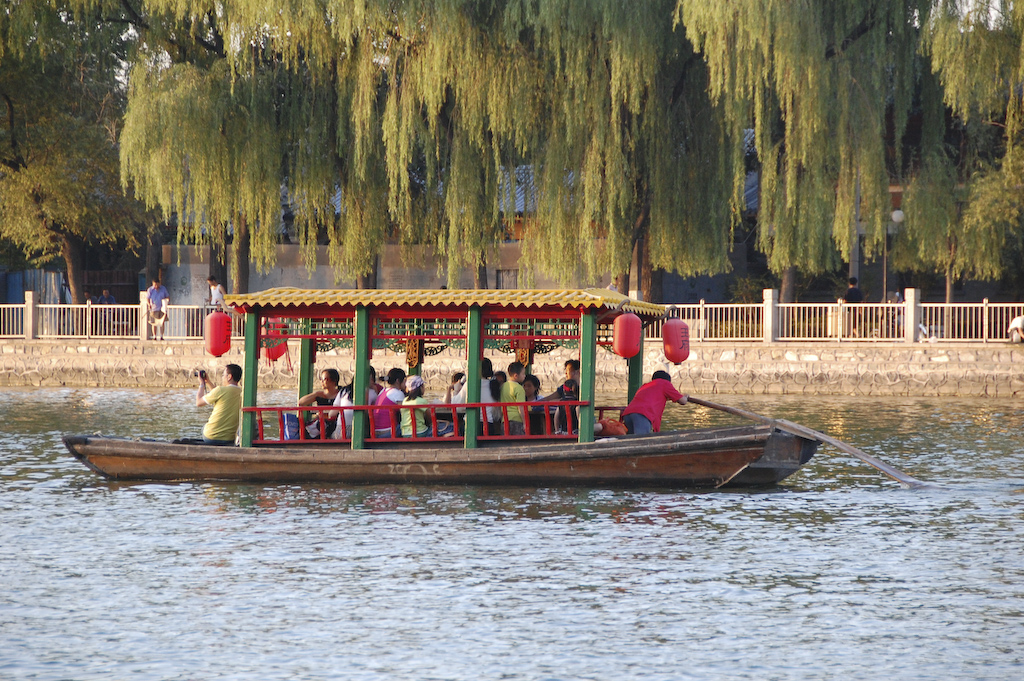
La passeggiata del lago Houhai